# Xeira
Xeira (en español: jornada de trabajo) fue una organización política gallega, de ideología comunista. Xeira fue una organización autodefinida como marxista-leninista e independentista, basada en el centralismo democrático, y organizada en grupos comarcales cuyo órgano de dirección es el Comité Central. Su partido político de referencia fue Frente Popular Galega (FPG). Se disolvió en 2021.

## Historia

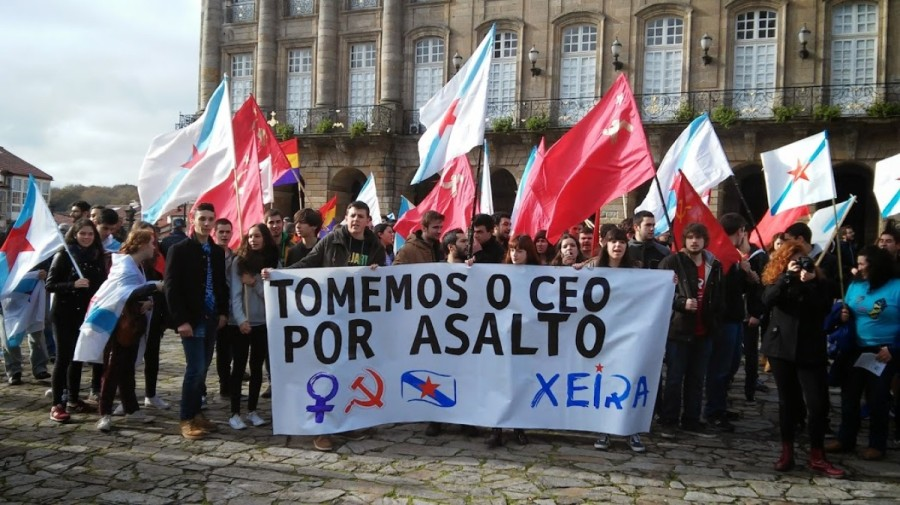
Miembros de Xeira durante una manifestación celebrada el 29 de noviembre de 2014 en Santiago de Compostela.

La organización fue fundada el 21 de diciembre de 2013 tras la culminación del llamado "Proceso MIR" que sucedió a la ruptura de Adiante el 11 de noviembre del mismo año. En abril de 2017, Xeira celebró su II Congreso Nacional.
Xeira establecía sus bases según "la emancipación nacional y de clase en forma de República Galega", la superación del patriarcado y la construcción del socialismo y del comunismo en el mundo".
En enero de 2021, un sector de la militancia abandonó la organización juvenil, definiéndola como "muerta políticamente y dividida internamente". Xeira siguió existiendo en el FPG hasta la celebración de su noveno congreso, en el que el sector que la había abandonado trató de conformar una candidatura alternativa a la lista propuesta por la central de la organización. Finalmente, la lista de la central fue la ganadora del congreso, siendo elegida secretaria general de la FPG Oriana Méndez. Xeira cesó lo que quedaba de su actividad política en algún momento de 2021.